# Alexander Wassilko von Serecki (Offizier)

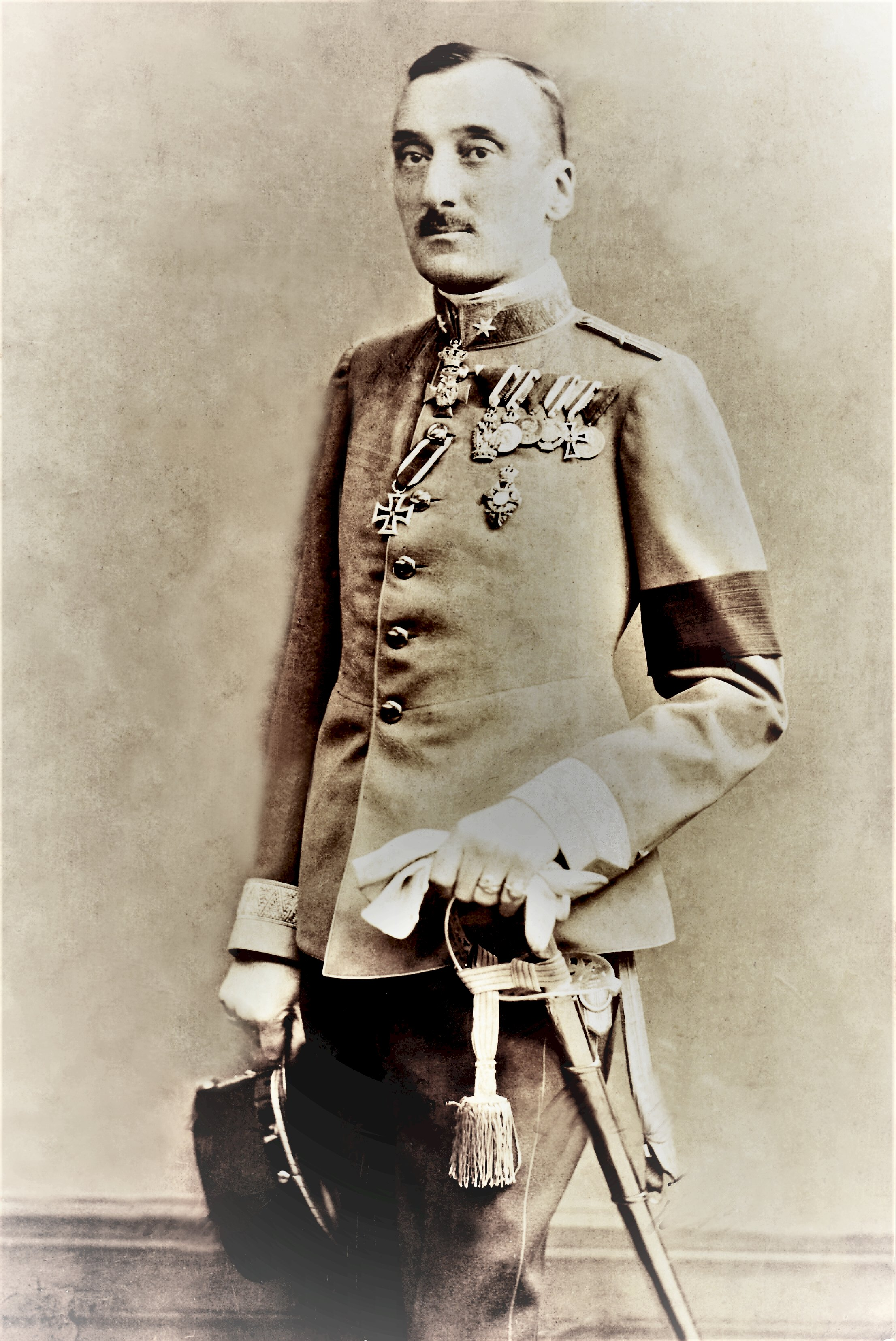
Alexander Wassilko von Serecki Ende 1916

Alexander Graf Wassilko von Serecki (* 2. Februar 1871 auf Schloss Berhometh; † 21. Juli 1920 in Bârlad) war k. u. k. Kämmerer, Kammervorsteher des Erzherzoges Heinrich Ferdinand von Österreich-Toskana und hochdekorierter Oberstleutnant des K.u.k. Böhmischen Dragoner-Regiments „Fürst von Liechtenstein“ Nr. 10 aus der Familie Wassilko.

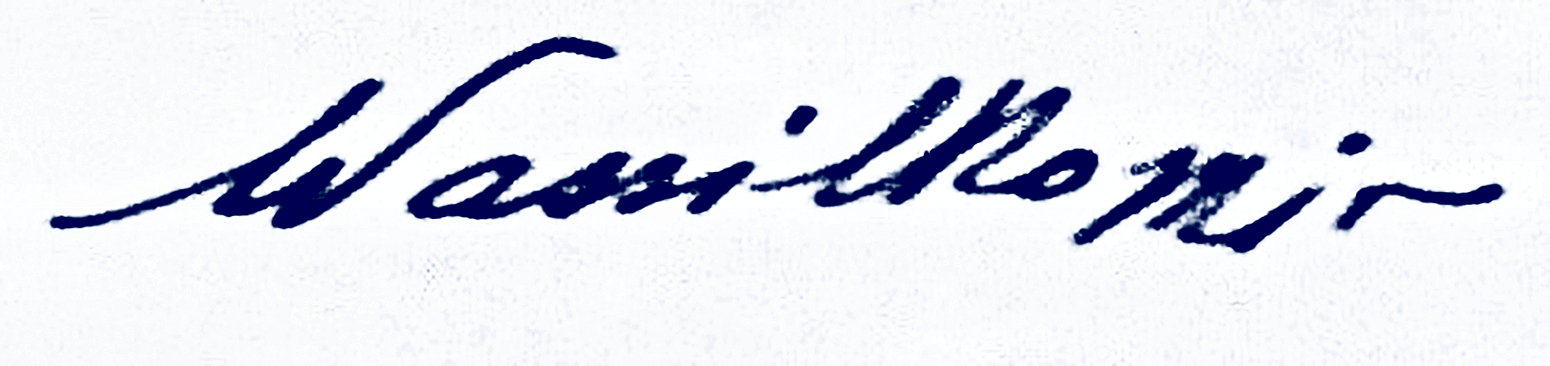
Autograph des Alexander Wassilko von Serecki 1917

## Biographie

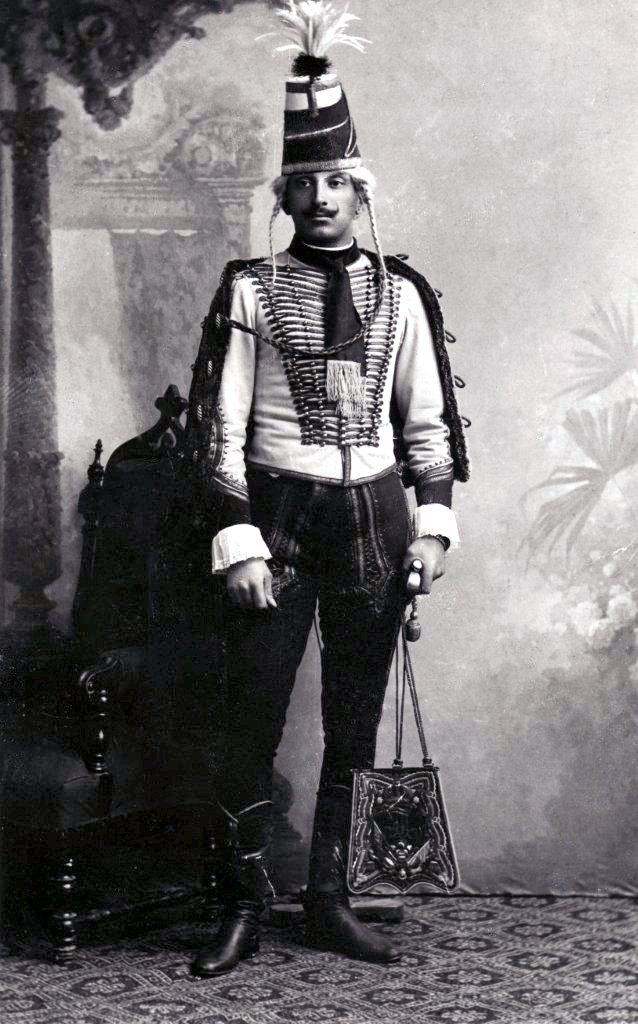
Alexander als Husar, Regimentsfeier 1893

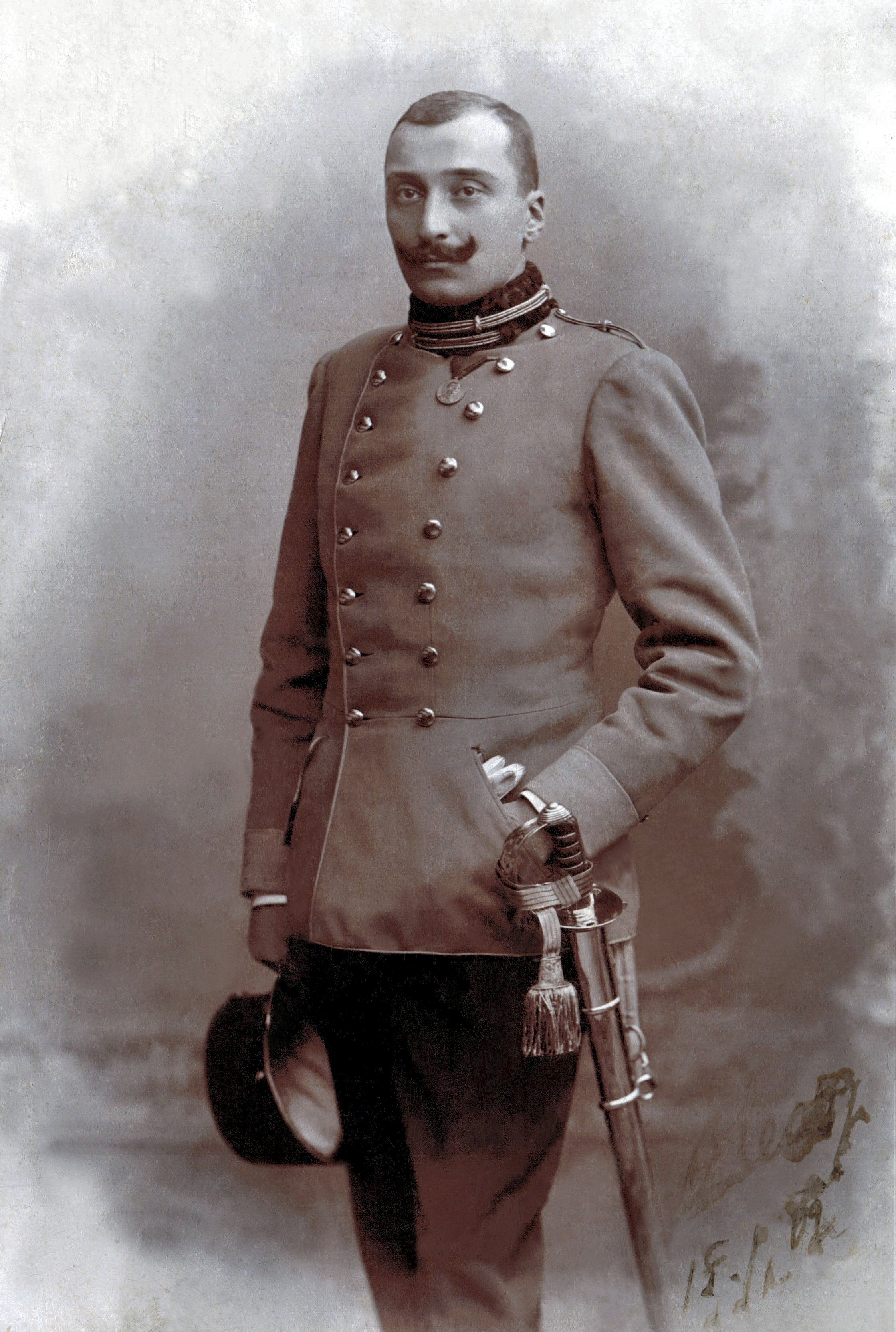
Alexander, 15. November 1909, München

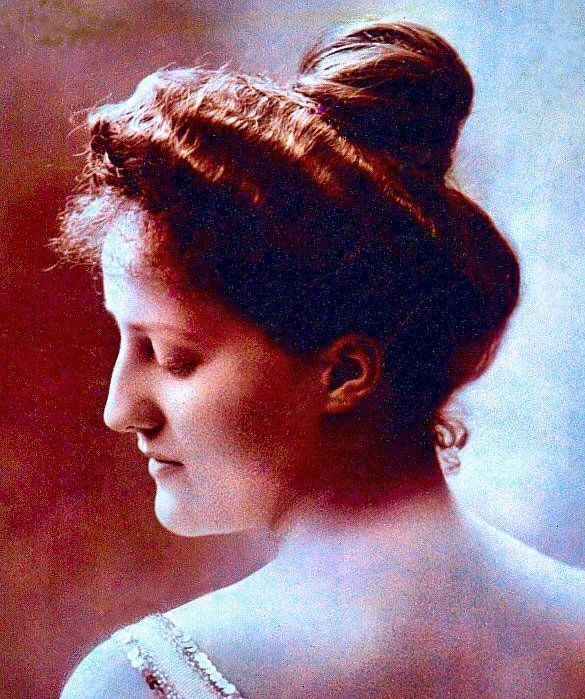
Eva von Rolsberg 1898

Alexander war der Sohn des Freiherren Alexander Wassilko von Serecki, dem gleichnamigen Geheimen Rat und Landeshauptmann des Herzogtums Bukowina. Er trat nach Privaterziehung und dem Ablegen des Abiturs am k. k. Staats-Ober-Gymnasium von Rădăuți (deutsch Radautz) im Jahre 1890 in die Theresianische Militärakademie in der Wiener Neustadt ein und wurde als Leutnant am 18. August 1893 zum K.u.k. Galizisch-Bukowina’schen Dragoner-Regiment „Erzherzog Albrecht“ Nr. 9 in Olmütz abkommandiert. Am 1. August 1897 wurde er zum Oberleutnant befördert und dem K.u.k. Böhmischen Dragoner-Regiment „Fürst von Liechtenstein“ Nr. 10 zugewiesen, dem er bis zum Zerfall der Donaumonarchie angehörte.
Alexander avancierte am 1. November 1907 zum Rittmeister und wurde am 7. Dezember 1907 von Erzherzog Heinrich Ferdinand von Österreich-Toskana zu seinem Kammervorsteher ernannt. Alexander begleitete ihn bis Kriegsende, und lebte von 1907 bis zu Kriegsbeginn mit dem kunstbeflissenen Erzherzog in München (bis 1912/13), sodann in Salzburg und Wien. 1909 konvertierte er mit seinem jüngsten Sohn anlässlich der Feier des 60-jährigen Regierungsjubiläums Seiner Majestät vom orthodoxen zum römisch-katholischen Ritus.
1914 folgte ihm Alexander zum 4. Armeekommando des Erzherzogs Joseph Ferdinand von Österreich-Toskana.
Der Ordonnanzoffizier erlebte den Krieg in der Bukowina und Galizien von Anfang an der Front, unter anderem in der letzten Reiterschlacht der Weltgeschichte von Jaroslau am San und bei Przemyśl gegen die zaristischen Streitkräfte.
1915/16 kämpfte Alexander in Oberitalien, unter anderem auf dem Monte Baldo sowie in der Südtiroloffensive auf dem Pasubio. Er wurde wegen seines Einsatzes bereits am 1. Februar 1916 zum Major ernannt. In der Folge wurde er schwer verwundet und geriet in französische Kriegsgefangenschaft, aus der er auf diplomatischem Wege wieder freikam.
Eine besondere Ehre für ihn stellte die Privataudienz beim Kaiser mit anschließendem Dejeuner am 14. Februar 1917 dar.
1917/18 folgte er Heinrich Ferdinand (zwischenzeitlich Gruppenkommandeur, kurz darauf Generalmajor) auch an die Kärntner Front. Für sein Engagement wurde Alexander am 1. Mai 1918 zum Oberstleutnant befördert, nachdem ihm bereits am 27. April des Jahres in Anerkennung tapferen Verhaltens und vorzüglicher Dienstleistung vor dem Feinde das Militärverdienstkreuz (KD.) mit Schwertern 2. Klasse verliehen worden war. Der Krieg an der Front endete für Erzherzog Heinrich Ferdinand nach seiner Beurlaubung am 2. Februar 1918. Wassilko durfte allerdings, auf seine Bitte hin, weiter im Felde stehen. Er soll laut Freiherr von Wedel auch eine Zeitlang Stellvertreter von Oberst Maximilian Ronge im Evidenzbüro gewesen sein und schon zuvor geheimdienstliche Aufgaben wahrgenommen haben. In diesem Zusammenhang sei zu erwähnen, dass er auch an der Aufdeckung des Spionagefalls Oberst Redl nicht unmaßgeblich beteiligt gewesen sein soll. Dieser Umstand ist nicht zu verifizieren, allerdings zeichnete ihn der Kaiser kurze Zeit nach der Aufdeckung, am 23. Juni 1913, mit dem Offizierskreuz des Franz-Josephs-Ordens aus, in Anerkennung langer und vorzüglicher Dienstleistungen.
Er wurde bereits am 19. Dezember 1905 mit dem Titel eines  k. u. k. Kämmerers geehrt und durch  Allerhöchste Entschließung vom 29. August 1918 zu Eckartsau (Diplom vom 19. Oktober zu Wien) von Kaiser Karl I. wegen seiner Treue, seiner persönlichen Opfer und die seiner Familie in den Grafenstand erhoben.
1919 wurde er als Oberst nach anderen Oberstleutnant in die Rumänische Armee in das Elitekavallerieregiment Roşiori übernommen und mit dem Offizierskreuz des Ordens der Krone von Rumänien ausgezeichnet. Seine militärische Karriere endete durch seinen Freitod im Alter von knapp 50 Jahren. Er erschoss sich mit seiner Dienstwaffe im Stadtpark von Bârlad. Gemäß einem letzten Brief an seine Gattin Eva lag der Grund des ehemaligen k. u. k. Offiziers für dieses Handeln in der Verzweiflung über die völlig unakzeptablen Arbeits- und Lebensbedingungen in diesem Heer.
Alle Familienmitglieder der Familie Wassilko von Serecki waren ursprünglich rumänisch-orthodoxen Glaubens. Alexander konvertierte aber zu Ehren des Kaisers im Jahre 1910 zusammen mit seinem Sohn Georg zur Römisch-katholischen Kirche. Heute leben seine Nachfahren in Deutschland und Kanada.

## Auszeichnungen (Auswahl)
Zu seinen Orden zählten:
- Fürstlich liechtensteinische Jubiläumserinnerungsmedaille, vor 1910
- Jubiläumserinnerungsmedaille für die bewaffnete Macht, vor 1910
- Marianerkreuz des Deutschen Ritterordens, vor 1910
- Militär-Jubiläumskreuz, vor 1910
- Königlich-bayerischer Verdienstorden vom Heiligen Michael 2. Klasse, Genehmigungsantrag am 16. Dezember 1911
- Offizierskreuz des Kaiserlich-Österreichischen Franz-Joseph-Ordens, 23. Juni 1913[14]
- Militär-Verdienstmedaille „Signum Laudis“ am Bande des MVK, 5. Jänner 1916
- Eisernes Kreuz 2. Klasse am weiß-schwarzen Band, Genehmigung vom 28. Jänner 1916[18]
- Orden der Eisernen Krone 3. Klasse (KD.), 24. Februar 1917[19][20]
- Militärverdienstkreuz 2. Klasse (KD.) mit Schwertern, 27. April 1918[21]
- Offizierkreuz des königlich rumänischen Ordens der Krone von Rumänien

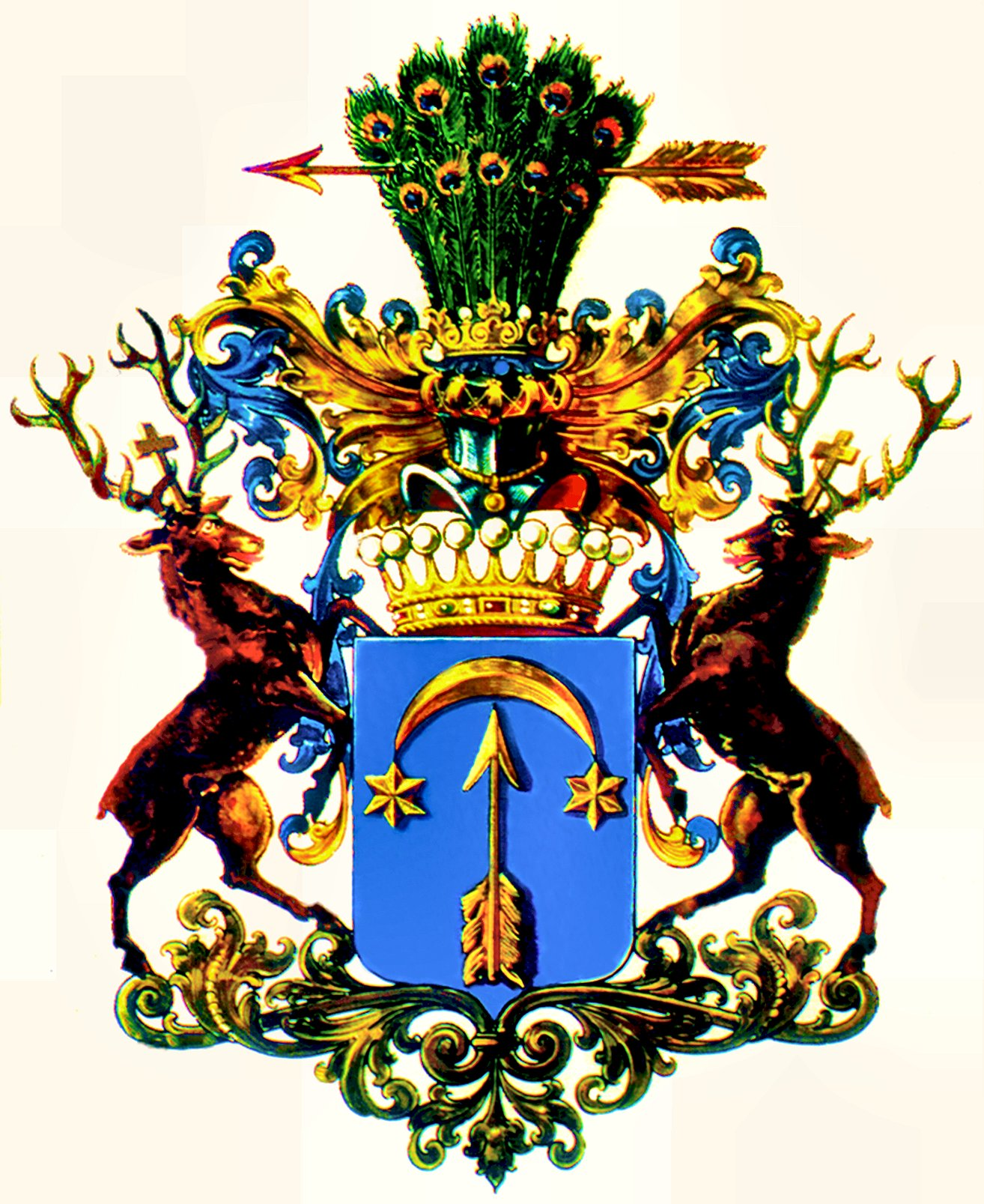
Wappen der Grafen Wassilko

## Wappen

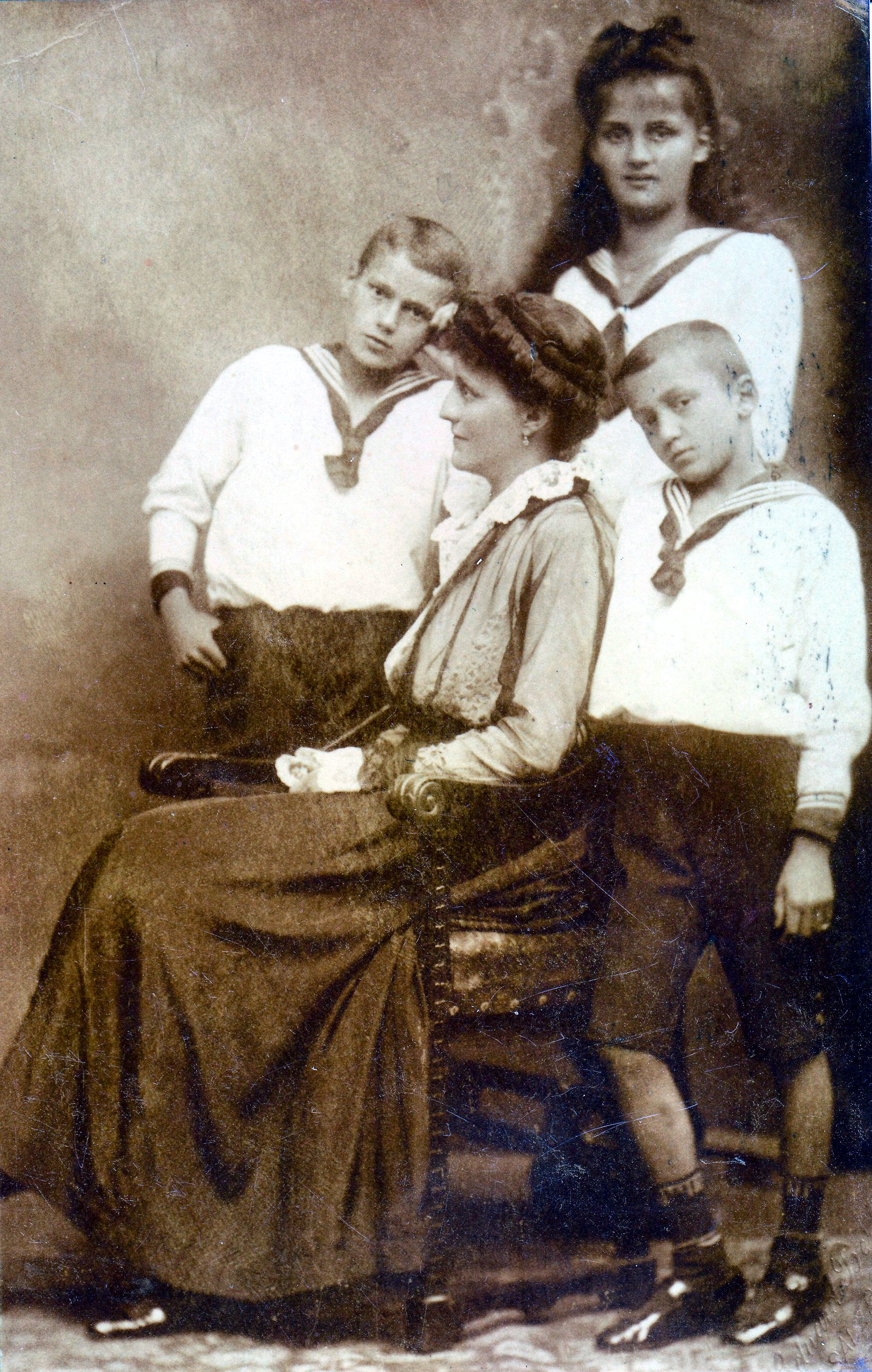
Gräfin Wassilko mit Kindern, Salzburg 1917

Ein blauer Schild, in welchem ein aufgerichteter Pfeil von einem Halbmonde, dessen nach abwärts gekehrte Spitzen mit je einem sechsstrahligen Sterne besetzt sind, überstiegen wird, dies alles golden. Auf dem Hauptrande des Schildes ruht die goldene Grafenkrone mit neun sichtbaren Perlenzinken, überhöht von einem offenen gekrönten Turnierhelme, den beiderseits blaue, mit Gold unterlegte Decken umwallen. Aus der Helmkrone geht ein von einem goldenen Pfeil quer nach rechts durchschossener natürlicher Pfauenwedel von zwei Reihen zu je fünf Federn hervor. Unterhalb des Schildes verbreitet sich eine bronzefarbene Arabeske, auf welcher zwei als Schildhalter dienende, einander zugekehrte aufgerichtete natürliche Hirsche, die zwischen den Geweihen goldene Kreuze tragen, stehen.

## Familie
Der Bruder des Georg (1864–1940), Stephan (1869–1933) und Viktor (1872–1934) Wassilko von Serecki heiratete am 11. Oktober 1899 Eva Anastasia Freiin Putz von Rolsberg (* 2. Juli 1878 auf Schloss Leitersdorf; † 1. Juli 1946 in Troppau), Tochter des Karl Borromäus Ferdinand Putz von Rolsberg und Enkelin von Wilhelm Lenk von Wolfsberg. auf Schloss Leitersdorf in der Nähe von Troppau. Ihre Ehe brachte drei Kinder hervor: Eva Lucretia (1902–1969), verheiratet mit Ludwig Fürst zu Sayn-Wittgenstein (1900–1974), Carlo (1905–1989), ehemaliger Diplomforstingenieur, vermählt unter anderem mit Elisabeta Conovici (1922–2010) und Georg (1908–1982), ehem. Direktionschef bei Prodexport Bukarest und in Deutschland dann Journalist bei Radio Free Europe, verehelicht mit Elvira von Wiese (1915–1981). Die beiden älteren Kinder wurden noch in Olmütz geboren, sein jüngster Sohn in München, wegen des dortigen langjährigen Aufenthalts des Erzherzogs. Während des ganzen Krieges lebte Eva mit den Kindern in einem Trakt der Salzburger Residenz, die Erzherzog Heinrich Ferdinand gehörte.

## Bildergalerie

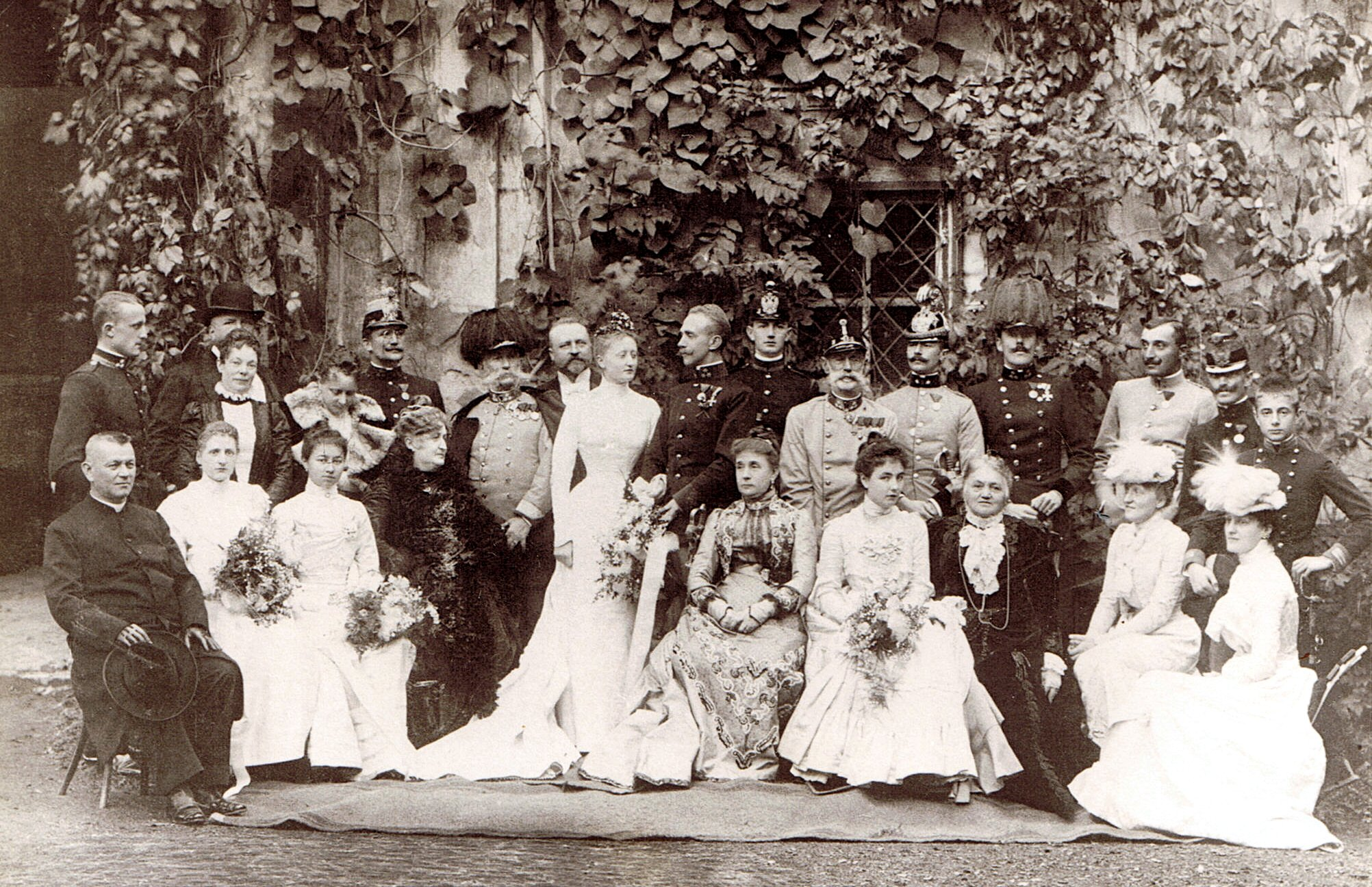
Alexander stehend, 3. von rechts, 20. Oktober 1900
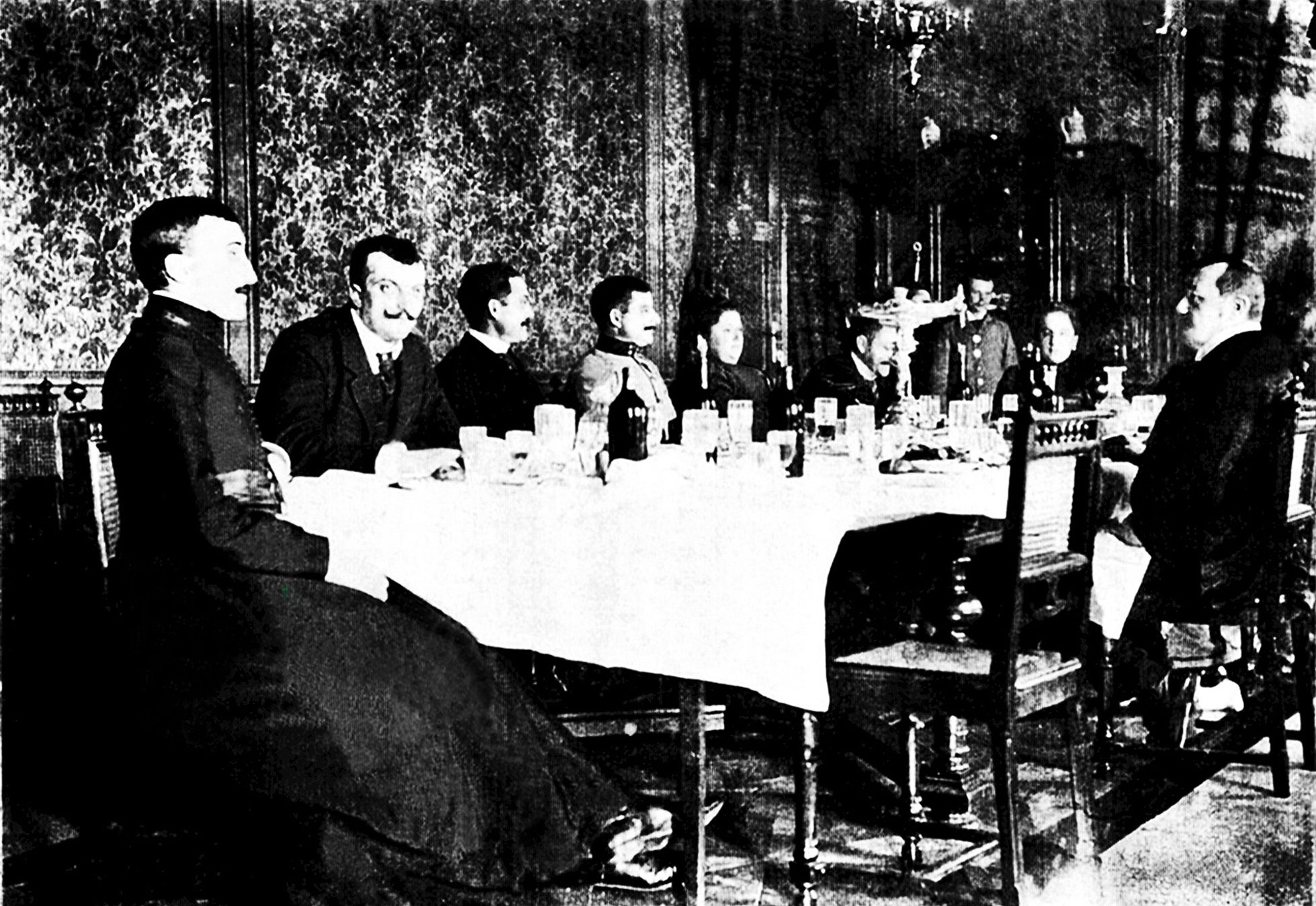
Alexander auf einer Familienfeier, Schloss Berhometh 1904
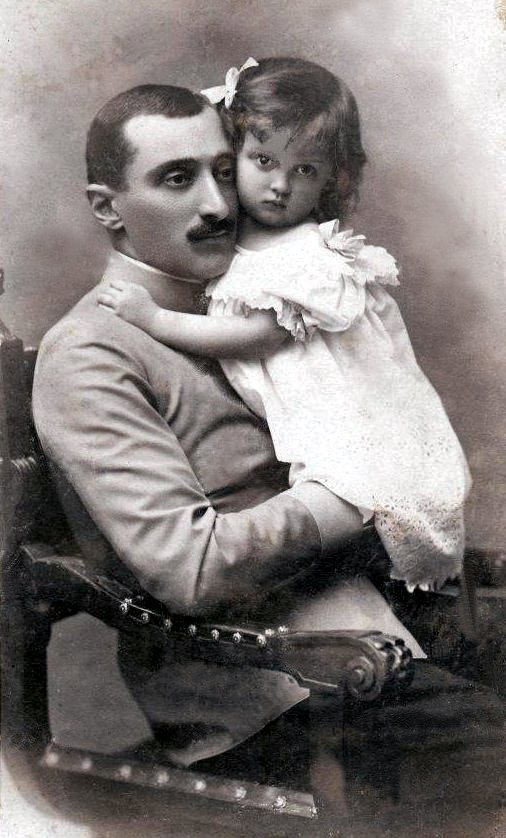
Alexander mit Tochter Eva Lukretia, um 1905
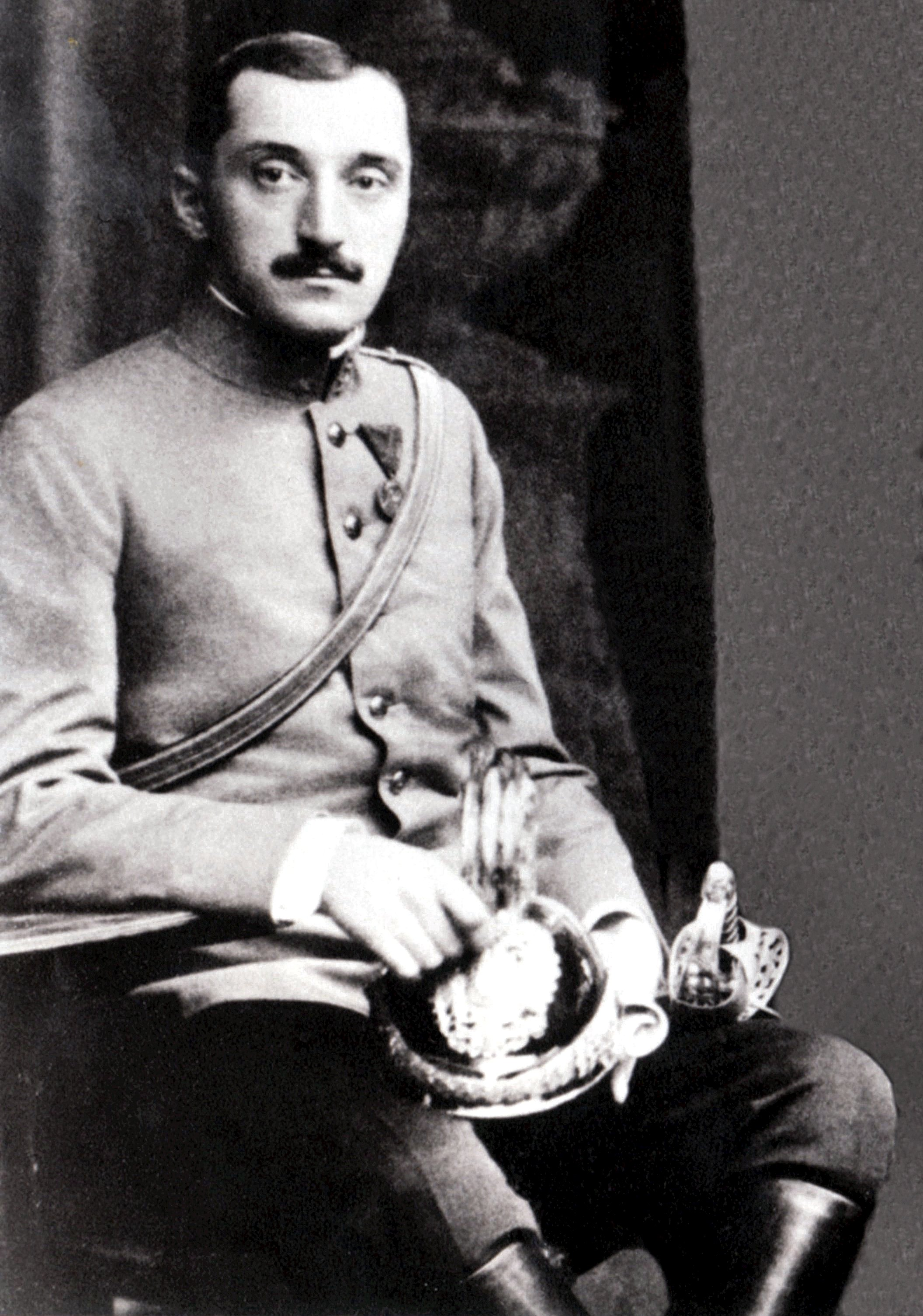
Alexander Wassilko von Serecki um 1905
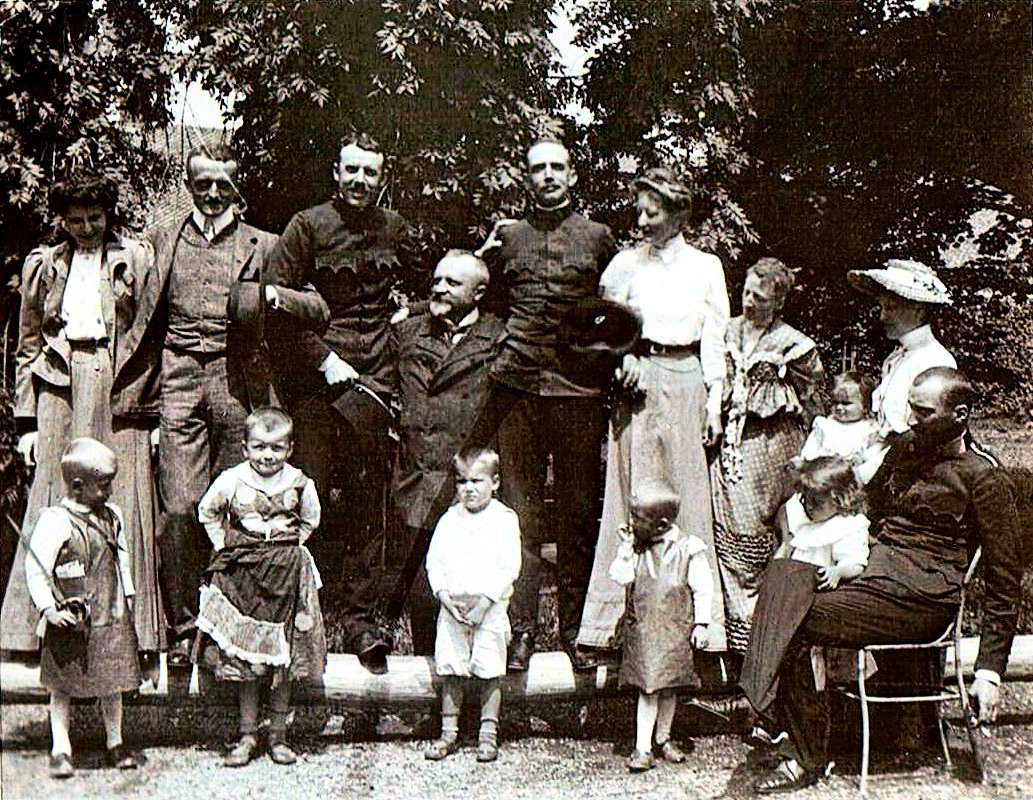
Familienfoto auf Leitersdorf, Alexander unten rechts, 1906
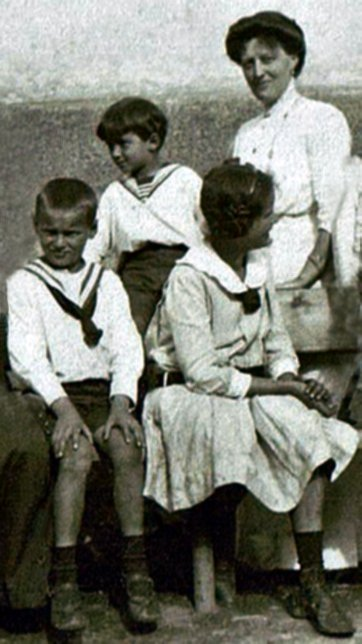
Eva Gräfin Wassilko mit Kindern auf Leitersdorf 1913
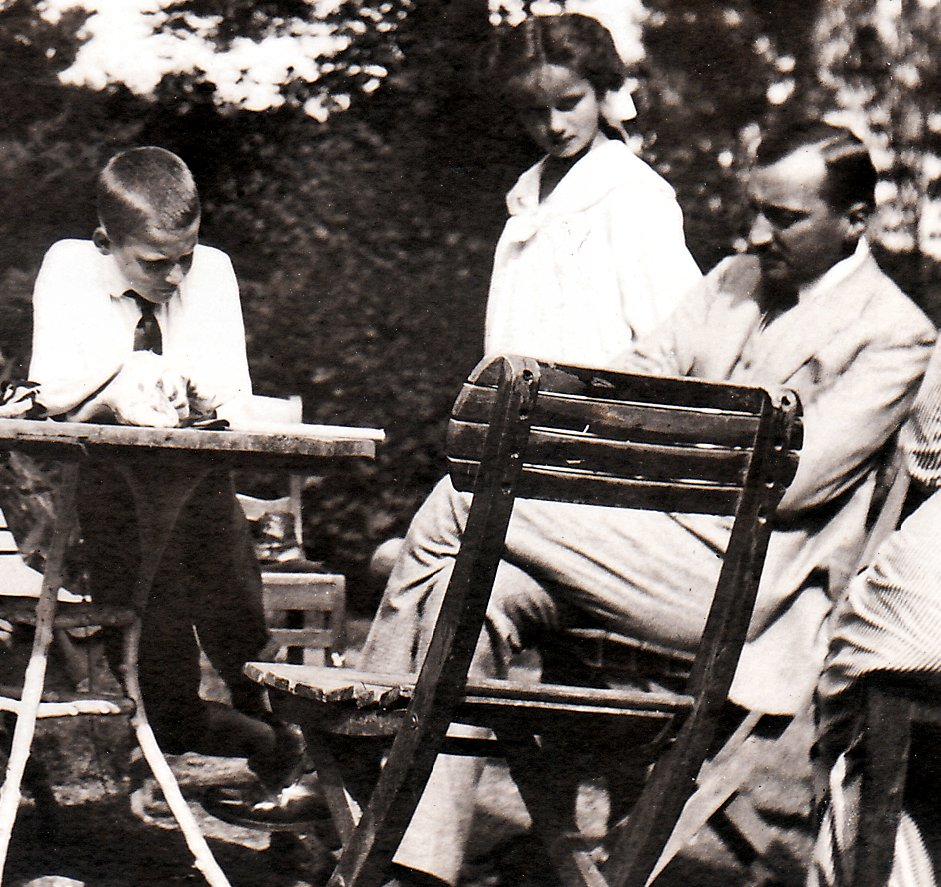
Alexander mit Kindern Lukretia und Carlo 1918 oder 1919

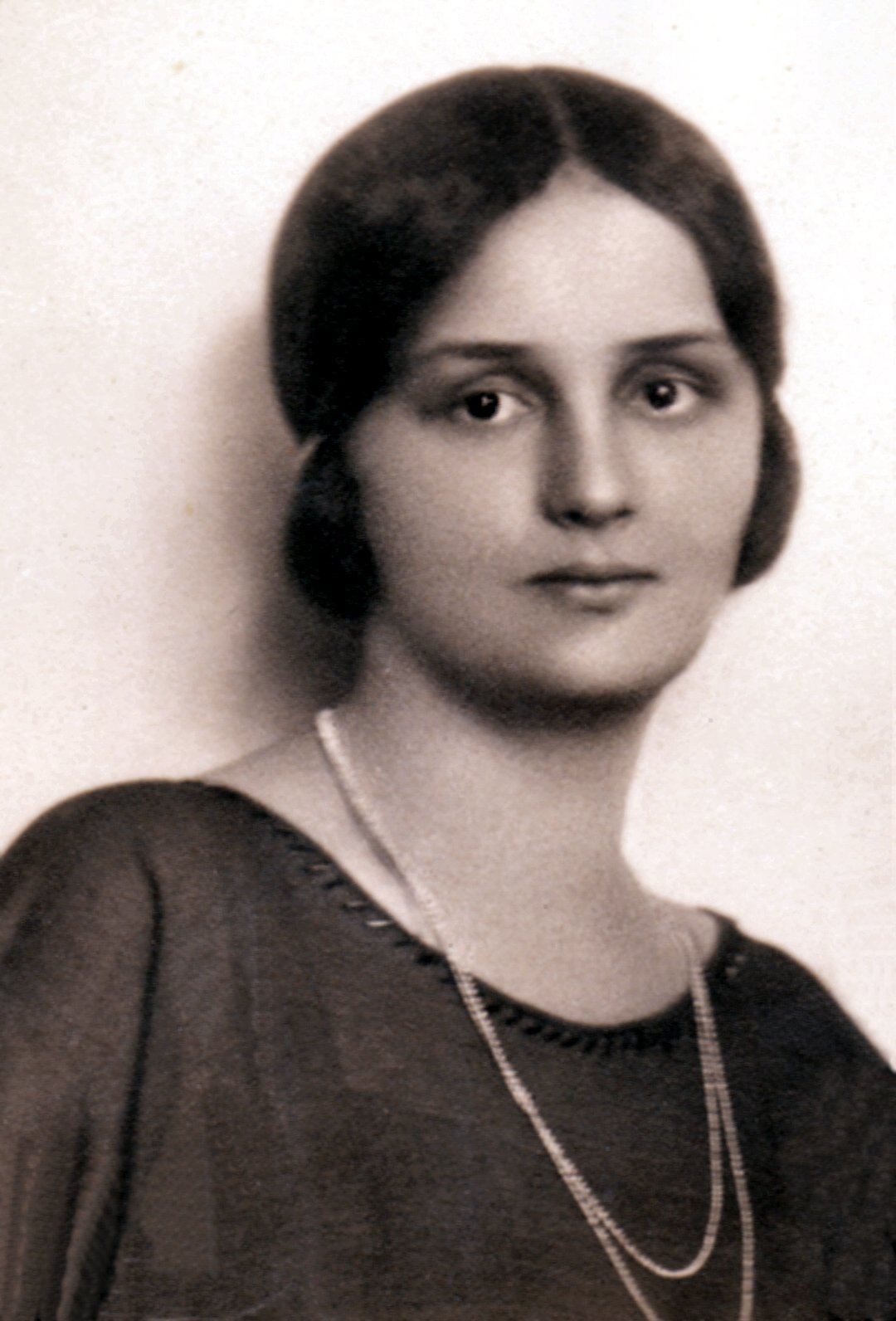
Prinzessin Lukretia zu Sayn-Wittgenstein 1926
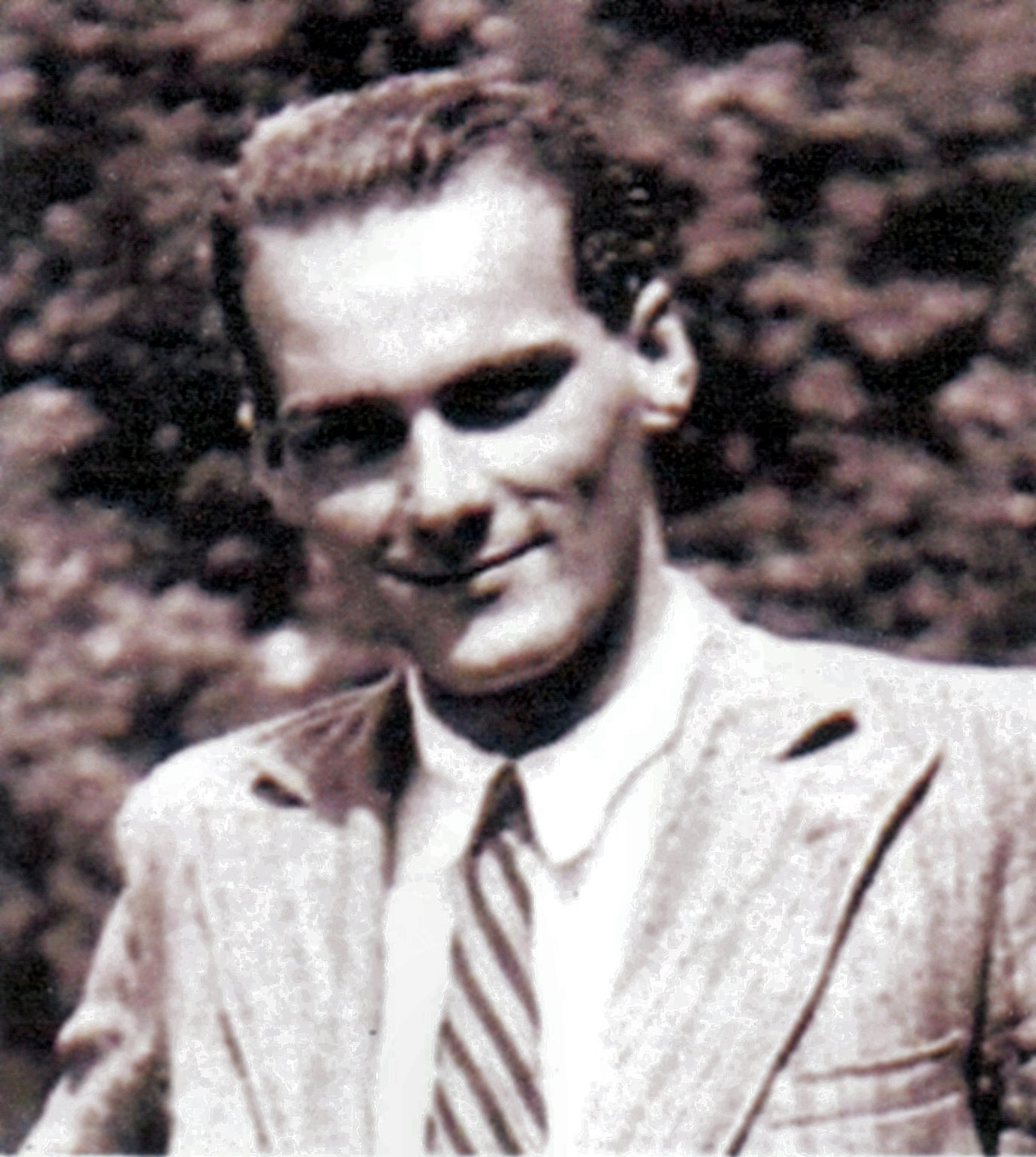
Carlo Graf Wassilko 1926
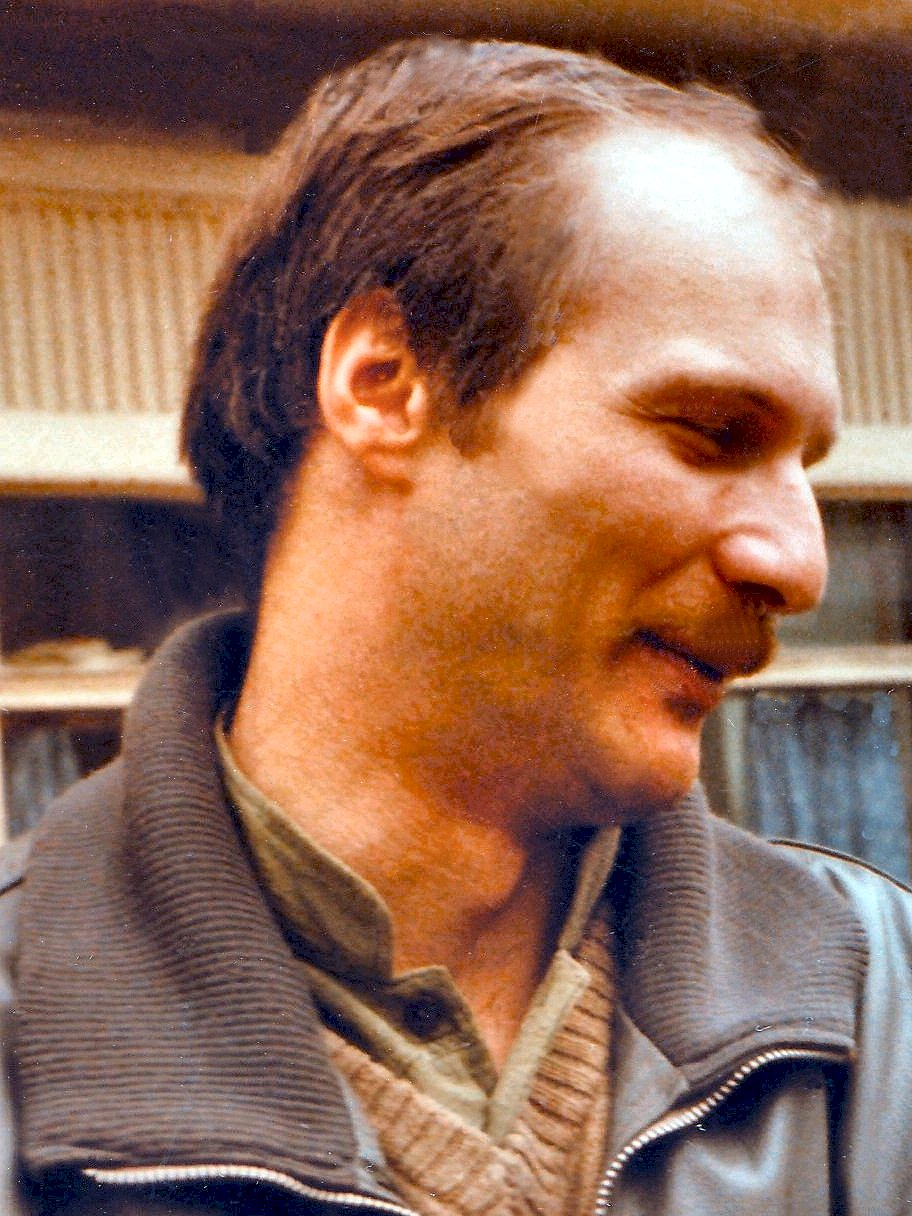
Enkel Stefan Wassilko-Serecki
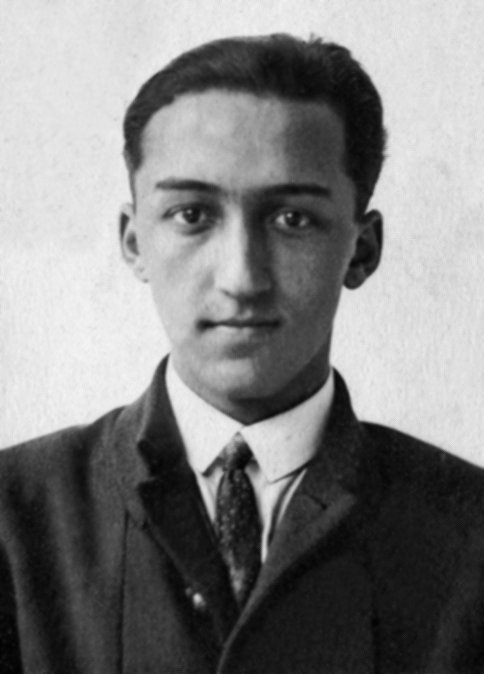
Georg Graf Wassilko 1928
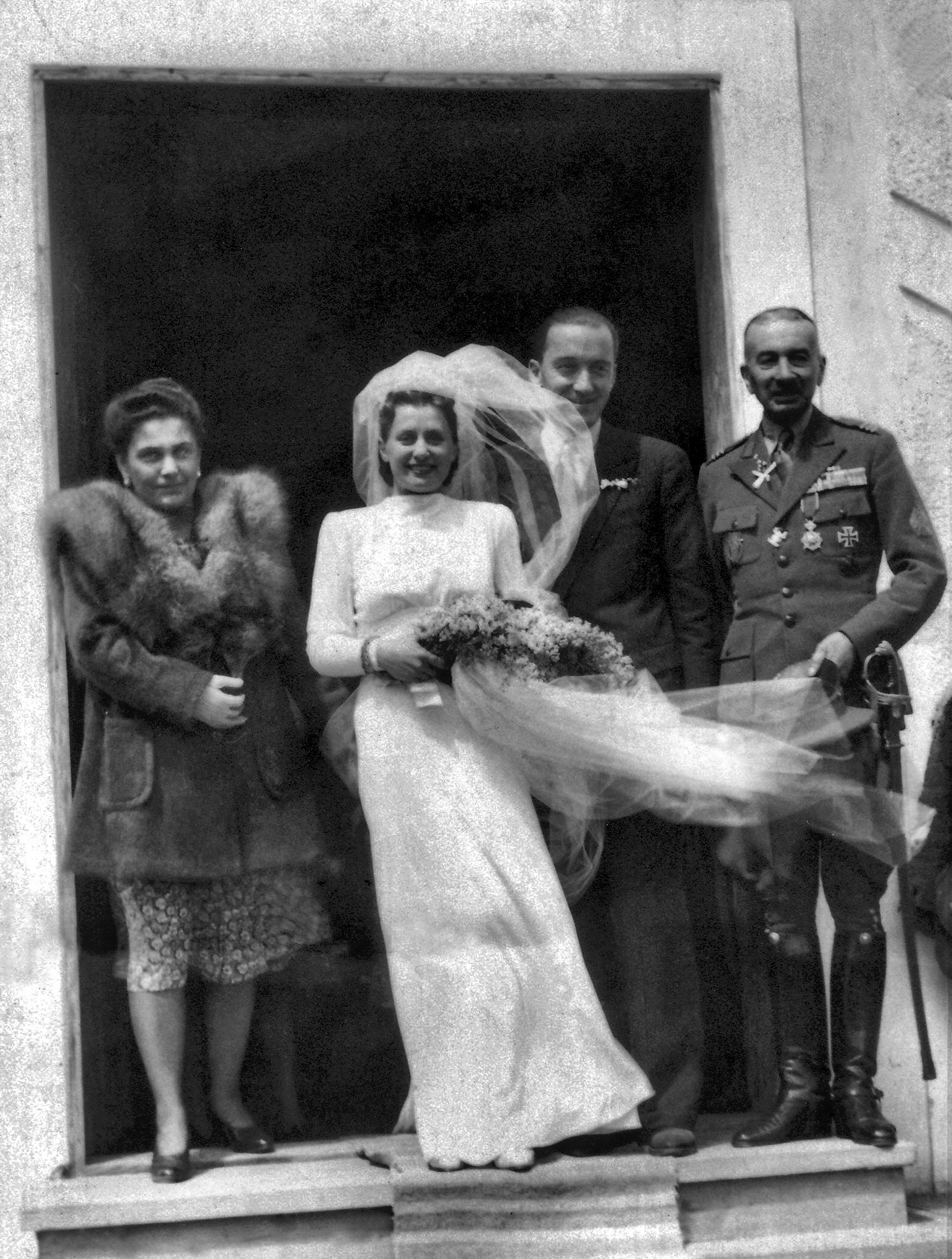
Hochzeit von Georg Graf Wassilko und Elvira v. Wiese, 19. Mai 1943
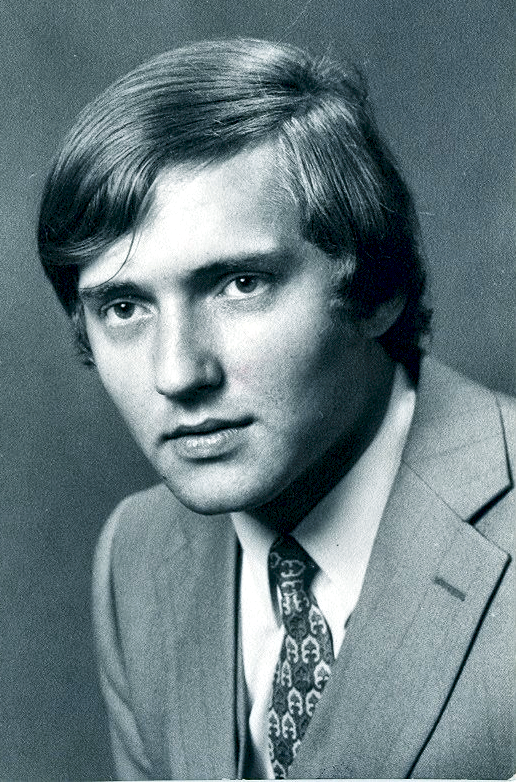
Enkel Alexander Wassilko-Serecki
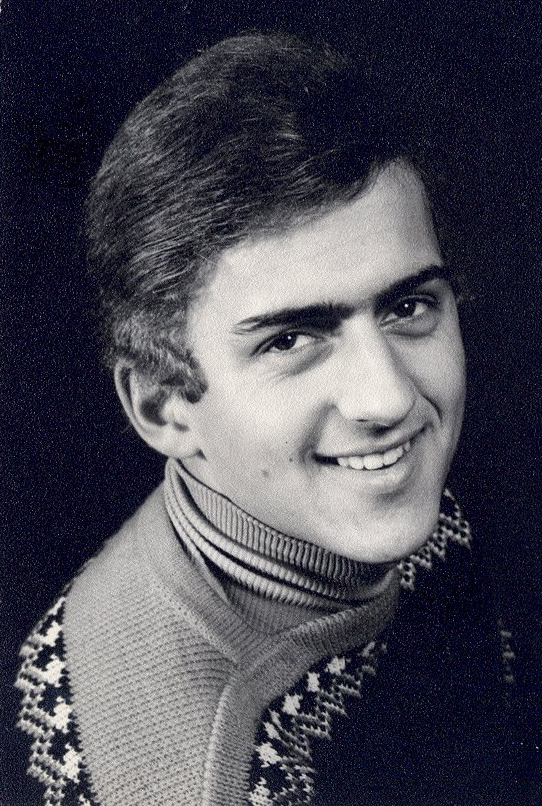
Enkel Michael Wassilko-Serecki